# Бойовий радіус
Бойовий радіус дії — у військовій справі — максимальна відстань, на якій літак (вертоліт), група (з'єднання) може вирішити поставлене бойове завдання при встановленій заправці паливом, заданому режимі і профілі польоту і повернутися на аеродром зльоту без витрачання гарантійного запасу та недоторканного запасу палива.
Тактичний радіус дії становить 0,35—0,4 дальностей польоту. Його величина залежить від льотно-технічних характеристик літаків (вертольотів), їх числа в групі, зміст отриманого завдання, застосованих способів бойових дій, умов бойової і метеорологічної обстановки. Для збільшення тактичного радіусу дій застосовуються підвісні паливні баки і дозаправлення літаків у польоті.